# Tetraleurodes pringlei
Tetraleurodes pringlei és un hemípter del gènere Tetraleurodes de la família dels Aleiròdids.
L'espècie va ser descrita científicament per primera vegada per Quaintance & Baker el 1937.